# Foro Nacional (Georgia)
Foro Nacional (en georgiano: ეროვნული ფორუმი) fue un partido político de centroderecha en Georgia, fundado el exdiplomático Kaja Shartava el 15 de diciembre de 2006. 

## Ideología
El partido defiende una república parlamentaria como forma de gobierno en Georgia. A diferencia de la mayoría de los demás partidos políticos georgianos, no apoya la aspiración de Georgia de unirse a la OTAN y sostiene que Georgia debería ser un "país neutral".

## Historia
El fundador del partido, Kaja Shatava, es hijo de Zhiuli Shartava, un político georgiano asesinado por las milicias abjasias en Abjasia durante la guerra de 1993. Varios políticos veteranos como Revaz Shavishvili, Irakli Melashvili y Gubaz Sanikidze también se unieron al partido.
Foro Nacional fue miembro de la alianza Consejo Nacional Unido que organizó manifestaciones contra el gobierno en noviembre de 2007 y se presentó como candidato de la oposición en las elecciones parlamentarias de mayo de 2008. 
Para las elecciones de 2012 formó parte de la alianza Sueño Georgiano que ganó las elecciones contra el Movimiento Nacional Unido. Foro Nacional formó un grupo parlamentario propio y, a pesar de las diferencias de opinión, cumplió los términos del acuerdo de coalición.
El 3 de abril de 2016, el Foro Nacional abandonó la coalición tras la convención del partido, la mayoría de los miembros votaron a favor de abandonar Sueño Georgiano. En 2017, el Foro Nacional, junto con Davit Usupashvili y otros exmiembros del Partido Republicano de Georgia, fundaron el Movimiento para el Desarrollo.

## Resultados electorales

### Elecciones parlamentarias
| Elección | Votos     | %     | Representantes | +/–   | Posición | Coalición              | Candidato |
| -------- | --------- | ----- | -------------- | ----- | -------- | ---------------------- | --------- |
| 2008     | 314.668   | 17,73 | 17/150         | Nuevo | 2.º      | Consejo Nacional Unido |           |
| 2012     | 1.181.862 | 54,97 | 6/150          | Nuevo | 1.º      | Sueño Georgiano        |           |
| 2016     | 12,763    | 0,73  | 0/150          | 6     | 10.º     | -                      |           |